# 克哉
克哉（かつや、1980年2月22日 - ）は、日本の男性ギタリスト。本名非公表。UVERworldのメンバー。滋賀県草津市出身。所属芸能事務所はPOWERPLAY MUSIC。血液型はO型。既婚者。

## 概要
マルチプレイヤーだった姉の影響で中学生の時にギターを始める。
2000年に結成されたUVERworldの前身であるSOUND極ROADに加入。2003年に現在のバンド名に改名しリーダーを務め、2005年にシングル「D-tecnoLife」でメジャーデビュー。
主にギターと作曲担当だが、ライブでは一部楽曲でパーカッションも演奏しているほか、5thアルバム『LAST』ではコーラスもクレジット併記されている。また、初期の頃はボーカルのTAKUYA∞、ギターの彰と同様、プログラミングも担当していた。
単独作曲を手掛けた楽曲は「トキノナミダ」。TAKUYA∞と共同作曲を手掛けた楽曲に「PRIME」「モノクローム〜気付けなかったdevotion〜」「恋いしくて」「儚くも永久のカナシ」「心とココロ」「closed POKER」「SHOUT LOVE」「ODD FUTURE」「First Sight」「AVALANCHE」「VICTOSPIN」「ENCORE AGAIN (feat.SHUNTO from BE:FIRST)」がある。
2017年4月16日に一般女性との入籍を発表した。